# Miroslav Jurka

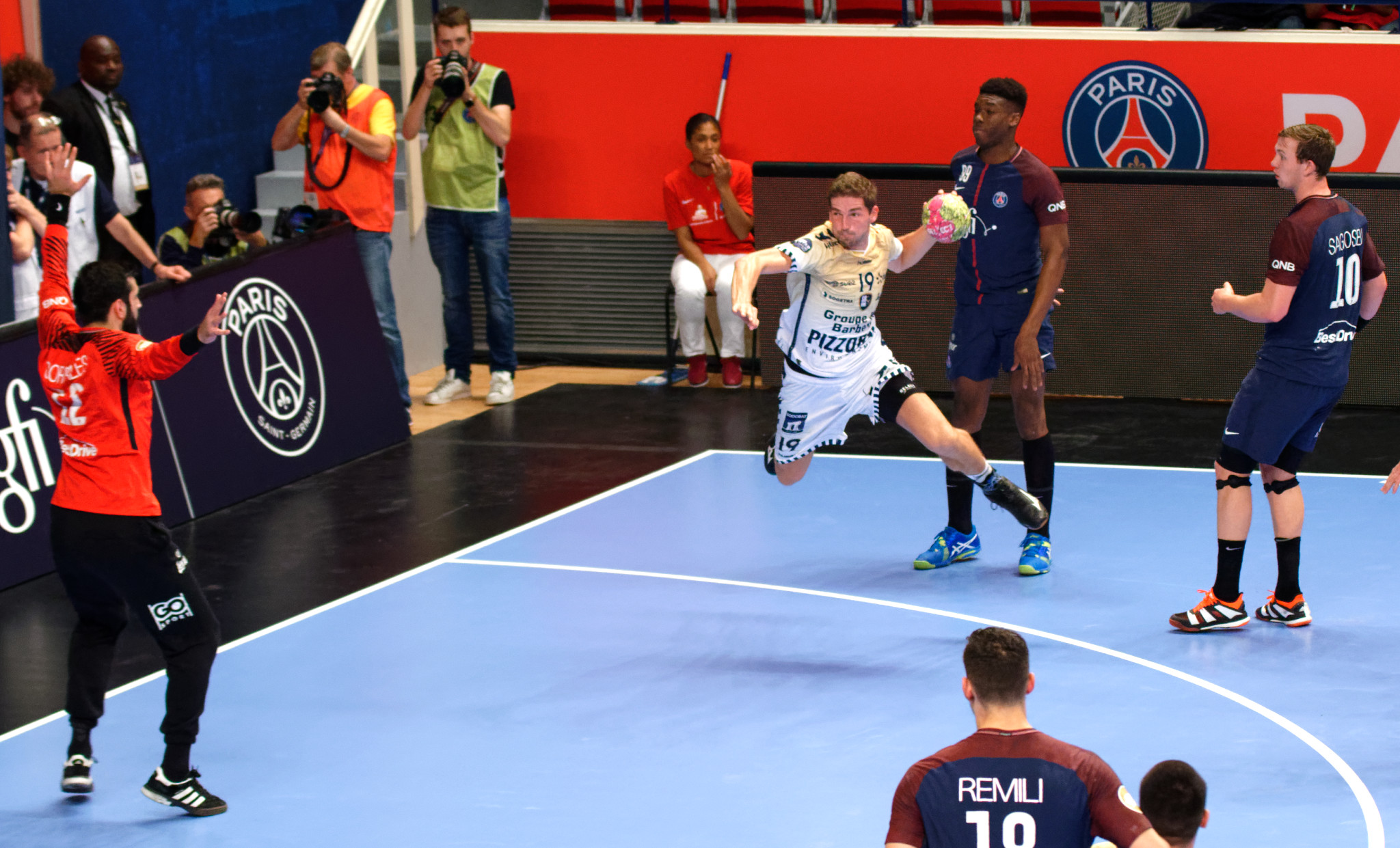
Rencontre de championnat entre le PSG et St Raphaël. A Coubertin, le 5 octobre 2017.

Miroslav Jurka, né le 7 juin 1987 à Valašské Meziříčí , est un joueur tchèque de handball, évoluant au sein du club de HC Zubří depuis 2019, mais aussi au sein de l'équipe nationale tchèque depuis 2012. Il a ainsi participé au Championnat du monde 2015. Il a également évolué au sein du club de Saint-Raphael VHB de 2013 à 2019.